# Pleurothallis bicornis
Pleurothallis bicornis är en orkidéart som beskrevs av John Lindley. Pleurothallis bicornis ingår i släktet Pleurothallis och familjen orkidéer. Inga underarter finns listade i Catalogue of Life.